# Општина Балени (Дамбовица)
Општина Балени (рум. Comuna Băleni) је општина у округу Дамбовица у јужној Румунији. Према попису из 2021. године у општини је било 7.734 становника. Седиште општине је насеље Балени Романи. Значајна је по присутној српској националној мањини у Румунији.
Oпштина се налази на надморској висини од 200 м.

## Насељена места
Општина се састоји из 2 насеља:
- Балени Романи - седиште општине
- Балени Сарби

## Становништво
Према попису из 2021. у општини Балени живело је 7.734 становника. Већину становника чине Румуни, а од мањина значајни су Бугари, Роми и Срби.
| Етнички састав према попису из 2021.‍ | Етнички састав према попису из 2021.‍ | Етнички састав према попису из 2021.‍ | Етнички састав према попису из 2021.‍ | Етнички састав према попису из 2021.‍ |
| ------------------------------------ | ------------------------------------ | ------------------------------------ | ------------------------------------ | ------------------------------------ |
|                                      |                                      |                                      |                                      |                                      |
| Румуни                               | Румуни                               |                                      | 4.610                                | 59,61%                               |
| Бугари                               | Бугари                               |                                      | 1.020                                | 13,19%                               |
| Роми                                 | Роми                                 |                                      | 959                                  | 12,40%                               |
| Срби                                 | Срби                                 |                                      | 445                                  | 5,75%                                |
| Остали                               | Остали                               |                                      | 5                                    | 0,06%                                |
| Непознато                            | Непознато                            |                                      | 695                                  | 8,99%                                |

Према попису становништва из 2011. године у општини је живело 8.368 становника. Већинско становништво су били Румуни којих је било 66,4%, затим следе Роми са 14,6%, Бугари са 10,7% и Срби са 5,1% становништва.
| Етнички састав према попису из 2011. године‍ | Етнички састав према попису из 2011. године‍ | Етнички састав према попису из 2011. године‍ | Етнички састав према попису из 2011. године‍ | Етнички састав према попису из 2011. године‍ |
| ------------------------------------------- | ------------------------------------------- | ------------------------------------------- | ------------------------------------------- | ------------------------------------------- |
|                                             |                                             |                                             |                                             |                                             |
| Румуни                                      | Румуни                                      |                                             | 5.561                                       | 66,4%                                       |
| Роми                                        | Роми                                        |                                             | 1.222                                       | 14,6%                                       |
| Бугари                                      | Бугари                                      |                                             | 895                                         | 10,7%                                       |
| Срби                                        | Срби                                        |                                             | 427                                         | 5,1%                                        |

На попису становништва из 1992. године општина је имала 7.864 становника, а већину су чинили Румуни.
| Етнички састав према попису из 1992. године‍ | Етнички састав према попису из 1992. године‍ | Етнички састав према попису из 1992. године‍ | Етнички састав према попису из 1992. године‍ | Етнички састав према попису из 1992. године‍ |
| ------------------------------------------- | ------------------------------------------- | ------------------------------------------- | ------------------------------------------- | ------------------------------------------- |
|                                             |                                             |                                             |                                             |                                             |
| Румуни                                      | Румуни                                      |                                             | 7.064                                       | 89,8%                                       |
| Бугари                                      | Бугари                                      |                                             | 685                                         | 8,7%                                        |
| Срби                                        | Срби                                        |                                             | 92                                          | 1,2%                                        |

| Година       | 1992 | 1993 | 1994 | 1995 | 1996 | 1997 | 1998 | 1999 | 2000 | 2001 | 2002 | 2003 | 2004 | 2005 | 2006 | 2007 | 2008 | 2009 | 2010 | 2011 | 2012 | 2013 | 2014 | 2015 | 2016 | 2017 |
| ------------ | ---- | ---- | ---- | ---- | ---- | ---- | ---- | ---- | ---- | ---- | ---- | ---- | ---- | ---- | ---- | ---- | ---- | ---- | ---- | ---- | ---- | ---- | ---- | ---- | ---- | ---- |
| Становништво | 7937 | 7943 | 7998 | 7998 | 8094 | 8109 | 8189 | 8262 | 8321 | 8361 | 8408 | 8422 | 8486 | 8519 | 8532 | 8547 | 8562 | 8574 | 8634 | 8624 | 8678 | 8705 | 8739 | 8772 | 8769 | 8752 |